# Destinoides latifrons
Destinoides latifrons är en insektsart som beskrevs av Walker 1851. Destinoides latifrons ingår i släktet Destinoides och familjen dvärgstritar. Inga underarter finns listade i Catalogue of Life.